# Лори (Канталь)
Лори́ (фр. Laurie, окс. Lauria) — коммуна во Франции, находится в регионе Овернь. Департамент — Канталь. Входит в состав кантона Массьяк. Округ коммуны — Сен-Флур.
Код INSEE коммуны — 15098.
Коммуна расположена приблизительно в 410 км к югу от Парижа, в 60 км южнее Клермон-Феррана, в 65 км к северо-востоку от Орийака.

## Население
Население коммуны на 2008 год составляло 90 человек.
| 1962 | 1968 | 1975 | 1982 | 1990 | 1999 | 2008 |
| ---- | ---- | ---- | ---- | ---- | ---- | ---- |
| 219  | 200  | 165  | 160  | 139  | 117  | 90   |

## Администрация
| Период | Период | Фамилия         | Партия | Примечания |
| ------ | ------ | --------------- | ------ | ---------- |
| 2001   | 2008   | Жан-Марк Морель |        |            |
| 2008   |        | Жильбер Алезар  |        |            |

## Экономика
В 2007 году среди 58 человек в трудоспособном возрасте (15—64 лет) 44 были экономически активными, 14 — неактивными (показатель активности — 75,9 %, в 1999 году было 71,8 %). Из 44 активных работали 40 человек (22 мужчины и 18 женщин), безработных было 4 (3 мужчин и 1 женщина). Среди 14 неактивных 2 человека были учениками или студентами, 6 — пенсионерами, 6 были неактивными по другим причинам.

## Достопримечательности
- Церковь Нотр-Дам (XII—XIII века). Памятник истории с 1927 года[3]

## Фотогалерея

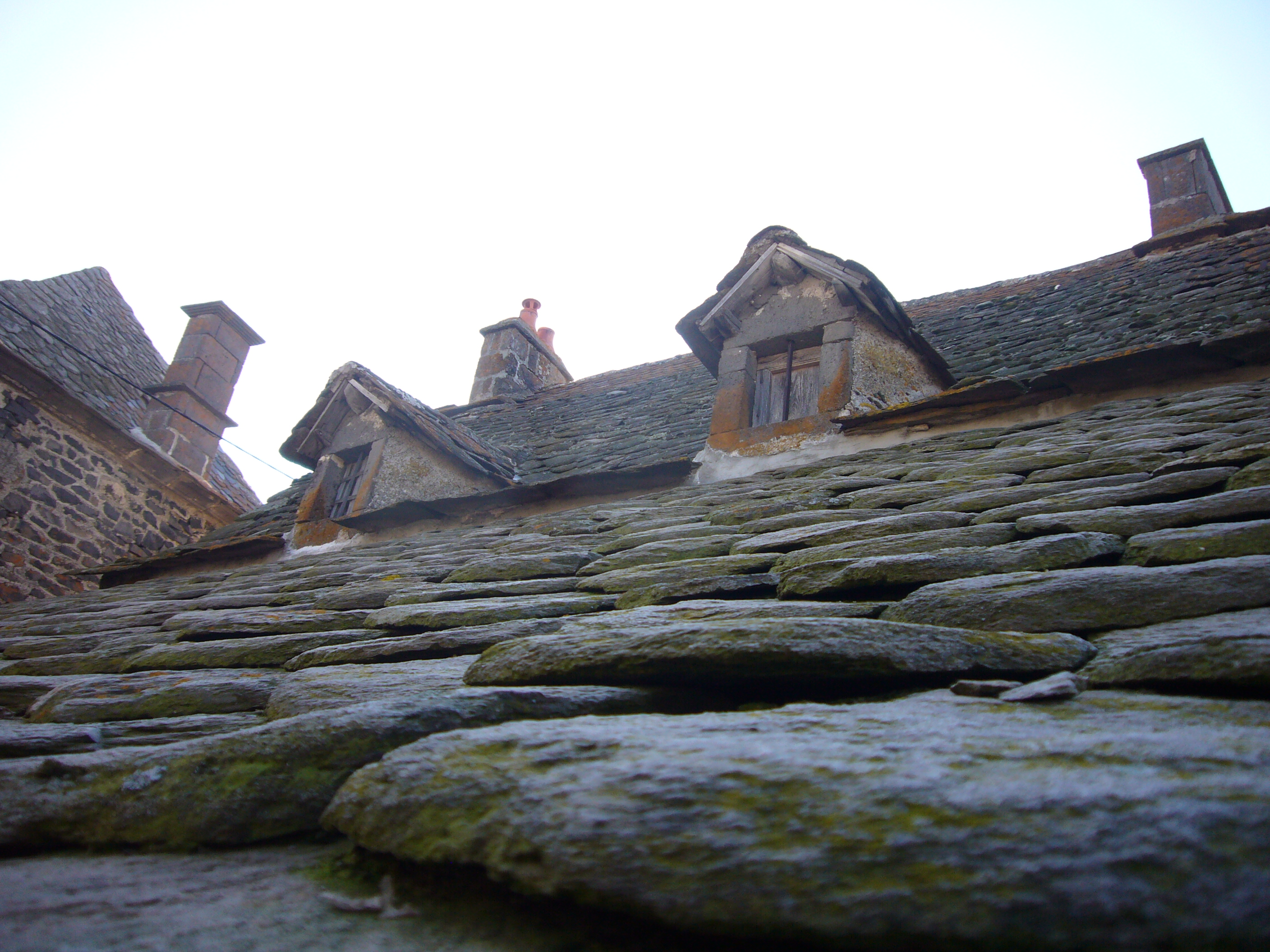
Типичная шиферная крыша в центре деревни
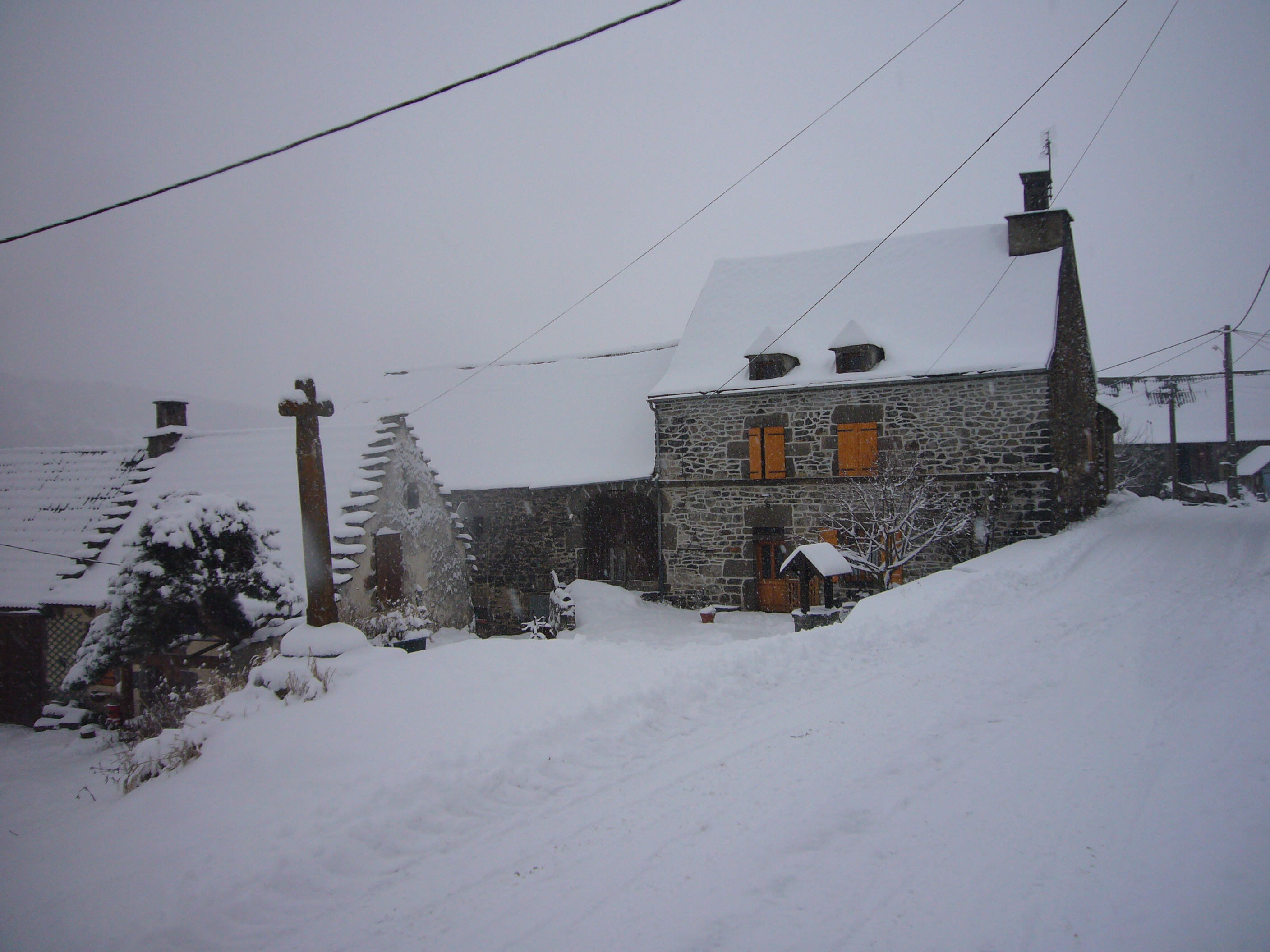
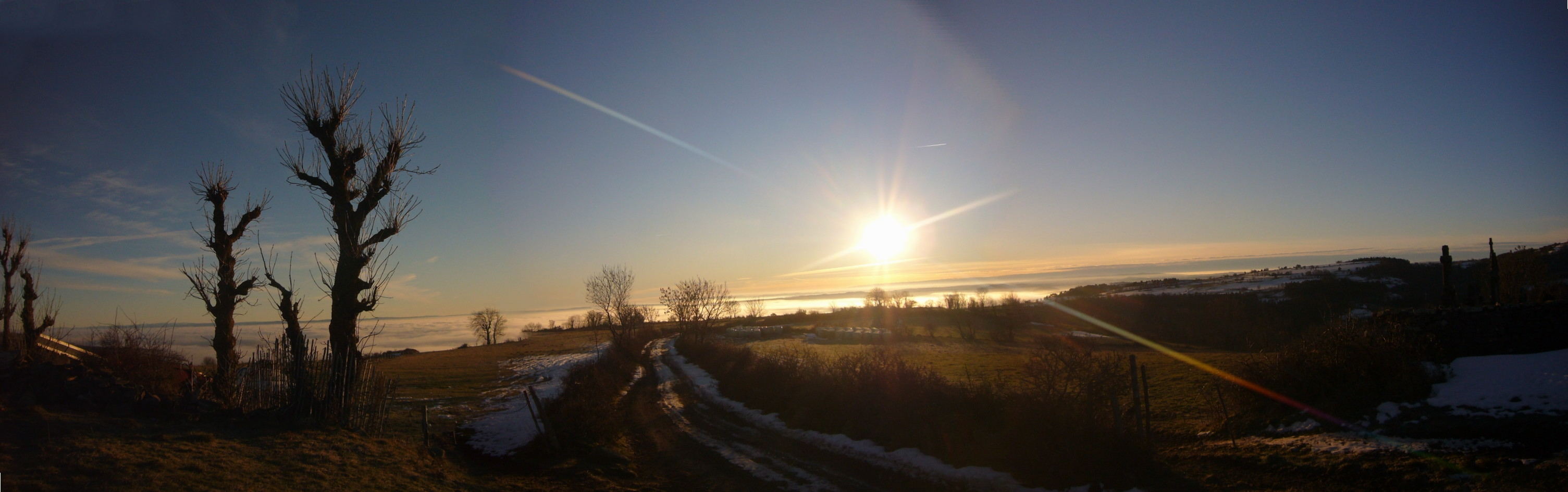
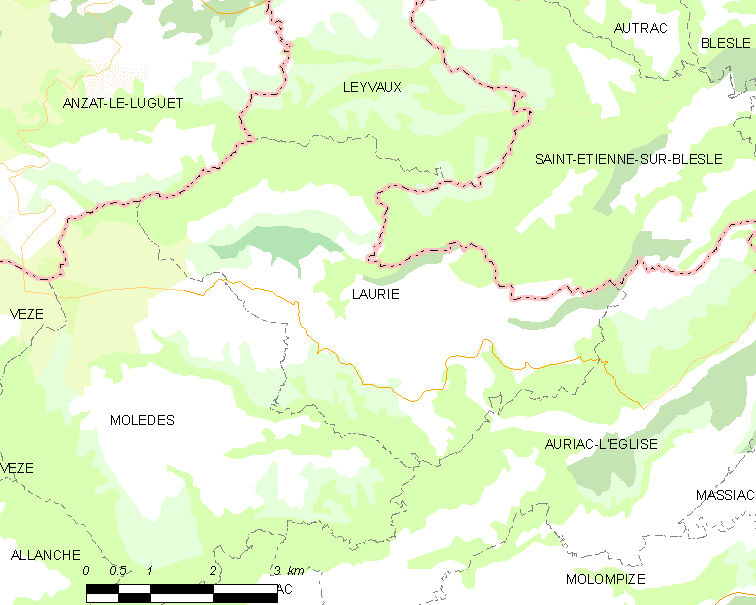
Карта коммуны